# Nihat Ertuğ
Nihat Rıza Ertuğ (* 29. September 1915; † unbekannt) war ein türkischer Basketballspieler.

## Karriere
Ertuğ spielte zwischen 1932 und 1942 für Galatasaray Istanbul. Unter Spielertrainer Rupen Semerciyan nahm er mit der türkischen Nationalmannschaft und seinen Teamkollegen Şeref Alemdar, Hayri Arsebük, Jak Habib, Naili Moran, Kamil Ocak, Hazdayi Penso, Dionis Sakalak und Sadri Usuoğlu am olympischen Basketballturnier 1936 auf dem Berliner Reichssportfeld teil. Nach Niederlagen gegen Chile (16:30) und Ägypten (23:33) belegten die Türken den geteilten 19. und letzten Platz des Wettbewerbs.